# Турнон-сюр-Рон (округ)
Округ Турнон-сюр-Рон (фр. Arrondissement de Tournon-sur-Rhône) — округ у Франції, в департаменті Ардеш. 2023 року округ об'єднував 118 муніципалітетів, населення становило 140 016 осіб.
Адміністративний центр (супрефектура) — Турнон-сюр-Рон.

## Муніципалітети
Список муніципалітетів округу та їхні коди INSEE:
1. Аккон (07001)
2. Альбон-д'Ардеш
3. Альбусьєр (07007)
4. Ампюрані (07085)
5. Анданс (07009)
6. Анноне (07010)
7. Ардуа (07013)
8. Арлебоск (07014)
9. Аррас-сюр-Рон (07015)
10. Арсан (07012)
11. Бельсант (07165)
12. Божі (07036)
13. Боза (07039)
14. Боффр (07035)
15. Броссенк (07044)
16. Бульє-лез-Анноне (07041)
17. Бусьє-ле-Руа (07040)
18. Ваноск (07333)
19. Вензьє (07344)
20. Верноск-лез-Анноне (07337)
21. Вільвоканс (07342)
22. Віон (07345)
23. Водван (07335)
24. Воканс (07347)
25. Гілеран-Гранж (07102)
26. Глен (07097)
27. Давезьє (07078)
28. Девессе (07080)
29. Дезень (07079)
30. Дорна (07082)
31. Еклассан (07084)
32. Етабль (07086)
33. Жильок-сюр-Ормез (07095)
34. Жонак (07108)
35. Іссамуланк
36. Кентена (07188)
37. Коломб'є-ле-Кардіналь (07067)
38. Коломб'є-ле-Жен (07068)
39. Коломб'є-ле-В'є (07069)
40. Корна (07070)
41. Лабаті-д'Андор (07114)
42. Лалувеск (07128)
43. Лам (07140)
44. Ламастр (07129)
45. Лафарр (07124)
46. Лашапель-су-Шанеак (07123)
47. Ле-Кресте (07073)
48. Ле-Шамбон (07049)
49. Ле-Шейлар (07064)
50. Лімоні (07143)
51. Маріак (07150)
52. Марс (07151)
53. Мов (07152)
54. Монестьє (07160)
55. Нозьєр (07166)
56. Озон (07169)
57. Паяре (07170)
58. Пейро (07174)
59. Пла (07177)
60. Погр (07172)
61. Прео (07185)
62. Рошполь (07192)
63. Руаф'є (07197)
64. Сава (07310)
65. Сарра (07308)
66. Сатільє (07309)
67. Сен-Базі (07218)
68. Сен-Бартелемі-Грозон (07216)
69. Сен-Бартелемі-ле-Мей (07215)
70. Сен-Бартелемі-ле-Плен (07217)
71. Сен-Віктор (07301)
72. Сен-Дезіра (07228)
73. Сен-Жак-д'Аттісьє (07243)
74. Сен-Жан-де-Мюзоль (07245)
75. Сен-Жан-Рур (07248)
76. Сен-Жене-Лашам (07239)
77. Сен-Жер-д'Андор (07249)
78. Сен-Жер-д'Е (07250)
79. Сен-Жорж-ле-Бен
80. Сен-Жульєн-д'Ентр (07103)
81. Сен-Жульєн-Воканс (07258)
82. Сен-Клеман (07226)
83. Сен-Клер (07225)
84. Сен-Кристоль (07220)
85. Сен-Марсель-лез-Анноне (07265)
86. Сен-Мартен-де-Валама (07269)
87. Сен-Мішель-д'Оранс (07276)
88. Сен-Пере (07281)
89. Сен-П'єрр-сюр-Ду (07285)
90. Сен-П'єррвіль
91. Сен-Прі (07290)
92. Сен-Ромен-д'Е (07292)
93. Сен-Ромен-де-Лер (07293)
94. Сен-Семфор'ян-де-Маен (07299)
95. Сен-Сільвестр (07297)
96. Сен-Сір (07227)
97. Сен-Сьєрж-су-ле-Шейлар (07222)
98. Сен-Фелісьян (07236)
99. Сент-Агрев (07204)
100. Сент-Альбан-д'Е (07205)
101. Сент-Андеоль-де-Фуршад (07209)
102. Сент-Андре-ан-Віваре (07212)
103. Сент-Етьєнн-де-Валу (07234)
104. Серр'єр (07313)
105. Сешра (07312)
106. Суайон (07316)
107. Талансьє (07317)
108. Торранк (07321)
109. Туло (07323)
110. Турнон-сюр-Рон (07324)
111. Фелін (07089)
112. Шампань (07051)
113. Шампі (07052)
114. Шанеак (07054)
115. Шарм-сюр-Рон
116. Шарна (07056)
117. Шатобур (07059)
118. Шеміна (07063)